# 敲敲門 (2023年電影)
《敲敲門》（英語：Knock at the Cabin）是一部2023年美國末日心理恐怖電影，改編自保羅·崔布雷的2018年小說《世界盡頭的小屋》。電影由奈特·沙馬蘭編導，班·艾德里奇、強納森·葛洛夫、克莉絲汀·崔（Kristen Cui）、戴夫·巴帝斯塔、妮基·阿姆卡-伯德、艾比·奎因和魯伯特·葛林特主演。故事講述一名小女孩和她的兩個父親在度假時被武裝陌生人劫持為人質，對方要求這家人做出選擇來避免世界末日降臨。
《敲敲門》由環球影業排定2023年2月3日於美國上映。電影獲得的評價不一，演員陣容、製作技術獲得肯定，但在編劇設計方面則被指謫容易預測、存在經不起推敲的情節漏洞。

## 劇情大綱
7歲女孩溫有兩位父親——艾瑞克和安德魯，一家三口正在宾夕法尼亚州一處偏僻森林的小木屋度假。溫在森林裡玩耍時被一個陌生人找上，陌生人名叫雷納，自稱需要溫的雙親幫忙拯救世界。溫逃回木屋裡警告父親，不久後雷納與其他三人各帶著一把武器闖進木屋，經過一番搏鬥後將艾瑞克與安德魯綁起來，艾瑞克受傷而產生腦震盪。
四人並沒有進一步施加暴力，他們自我介紹並描述他們共同見到的末日異象，四人分別是小學老師雷納、廚師亞卓安、護士薩賓娜和坐過牢的雷蒙德。雷納稱一家三口是被選上的家庭，如果他們選擇犧牲三人中的一人，全世界就可以免於毀滅，反之則除了三人以外的所有人類都會死。雷納向三人第一次詢問，安德魯堅決拒絕犧牲家人。由於三人未答應，雷蒙德被其他三人用手中武器殺死。雷納打開電視，聲稱雷蒙德的死導致世界各地出現大海嘯，無數人將死亡。
安德魯堅決不相信，認定這群人是企圖惡作劇的反對同性戀者或瘋子，且稱雷蒙德實際上是多年前曾在酒吧對他暴力相向的男子歐班農。艾瑞克表示在雷蒙德身後的光中看到一個人影，但安德魯咬定那是腦震盪導致的錯覺。第二天，雷納又進行了一次詢問，亞卓安替兒子懇求，但安德魯仍未答應，於是亞卓安被殺。電視報導了病毒傳播事件，對幼兒尤其致命，安德魯認定這是雷納預錄新聞報導的手法，海嘯和病毒在四人來到木屋之前就發生了。
在第三次詢問之前，安德魯偷偷到車上拿取手槍，薩賓娜為了阻止他而用武器刺傷他。回到木屋後，安德魯射中了朝他衝來的薩賓娜，雷納上前將薩賓娜處決。安德魯用手槍制住雷納，並翻找雷蒙德的證件，確認其名為歐班農。安德魯將雷納鎖在浴室裡面，但被雷納智取而反遭壓制。電視上報導著世界各地上百起的突發墜機事故，雷納還能逐字念出記者將要說的話。雷納稱，等輪到自己死後，一家三口還有幾分鐘的時間做出選擇，讓世界免於毀滅。
時候到來時，溫在父親的要求下先到樹屋等待，雷納在木屋外的椅子上割喉自殺，天氣隨之劇變。艾瑞克漸漸相信整件事情，稱四人是启示录中的四骑士，且一直以來說不定都有一個又一個的家庭在為人類存亡做抉擇。安德魯寧願艾瑞克動手殺他，但艾瑞克還是請求安德魯朝自己開槍。事情結束後，安德魯駕駛雷納等四人的車帶溫離開，途中進入一家餐廳用餐，看著新聞報導各個災情的緩和。兩人再次上路，廣播播的正好是一家人來度假時聽的歌《Boogie Shoes》。

## 演員
- 班·艾德里奇（英语：Ben Aldridge (actor)）飾演安德魯（Andrew）
- 強納森·葛洛夫飾演艾瑞克（Eric）
- 克莉絲汀·崔（Kristen Cui）飾演溫（Wen）
- 戴夫·巴帝斯塔飾演雷納（Leonard）
- 妮基·阿姆卡-伯德（英语：Nikki Amuka-Bird）飾演薩賓娜·吉汀斯（Sabrina Gittins）
- 艾比·奎因（英语：Abby Quinn）飾演亞卓安（Adriane）
- 魯伯特·葛林特飾演雷蒙德（Redmond）

## 製作
2019年9月，環球影業宣布計劃發行兩部由奈特·沙馬蘭編導的恐怖片，其中一部為2021年7月上映的《詭老》。2021年10月，公佈片名為《敲敲門》（Knock at the Cabin）。2021年12月，戴夫·巴帝斯塔加入演員陣容。2022年2月，魯伯特·葛林特和妮基·阿姆卡-伯德加入演員陣容。2022年3月，班·艾德里奇和強納森·葛洛夫加入演員陣容。

### 拍攝
主體拍攝於2022年4月19日在伯靈頓郡開始進行。

## 發行
《敲敲門》由環球影業排定於2023年2月3日美國上映。此前，上映日期曾定於2023年2月17日。

## 反響

### 票房
截至2023年3月15日，電影在北美斬獲3540萬美元的票房，海外票房1870萬美元，全球票房共計5410萬美元。
在北美，電影與《追星奶奶团》同日上映，預計首周末從3643家影院獲得1500萬到1700萬美元的收益。最終電影在上映首周末以1420萬美元的票房登上票房榜一位（含周四晚點映的540萬），摘下大片《阿凡達：水之道》蟬聯已七週的冠軍寶座。次周票房有所回落，為550萬美元，位列票房榜第六位。第三周以390萬美元收盤。
| 上一届： 《阿凡達：水之道》 | 2023年美國週末票房冠軍 第5週 | 下一届： 《魔力麥克3：最後之舞》 |

### 專業評價
在评论聚合网站爛番茄上，有319名影評人為電影打分，電影因此獲得67%的新鮮度，平均得分6.3/10。Metacritic根據60條評論打出63/100的平均分，表示「普遍好評」。

## 備註
1. ↑  在艾瑞克眼中，四人分別是：雷蒙德——惡意（malice）、亞卓安——養育（nurturing）、薩賓娜——治癒（healing）、雷納——教導（guidance）。

## 外部連結
- 互联网电影数据库（IMDb）上《敲敲門》的资料（英文）
- 豆瓣电影上《敲敲門》的資料 （简体中文）